# Deuce Vaughn
Christopher Vaughn II (Fayetteville, Arkansas; 2 de noviembre de 2001), más conocido como Deuce Vaughn, es un jugador profesional estadounidense de fútbol americano, se desempeña en la posición de running back en Dallas Cowboys, en la National Football League (NFL).

## Carrera
Fue seleccionado en la Reunión Anual de Selección de Jugadores de la NFL de 2023. Hizo su debut profesional con el equipo Dallas Cowboys, lleva jugando una temporada.